# Philippe Eidel
Philippe Eidel (* 22. Dezember 1956 in Antananarivo; † 6. September 2018) war ein französischer Musikproduzent, Regisseur und Komponist.

## Biografie
Eidel begann seine Karriere mit der Zusammenarbeit mit der renommierten Gruppe Indochine, bevor er sich der Weltmusik zuwandte, für die er leidenschaftlich tätig war.
In den 1990er-Jahren, mitten in der Raï-Welle, traf er Cheb Khaled, für den er das Album N’ssi N’ssi mit dem Song Abdelkader, aber auch das Album Sahra, das er auch mitschrieb, produzierte und arrangierte. Es folgten Kooperationen mit Raï-Künstlern wie Reda Taliani, Faudel und Cheb Kader.

## Diskografie (Auswahl)

### Alben
- 1982: Indochine: L’aventurier[2]
- 1983: Indochine: Le péril jaune
- 1985: Indochine: 3
- 1989: Indochine: Le baiser
- 1993: Indochine: Un jour dans notre vie
- 1993: Khaled: N’ssi N’ssi
- 1996: Khaled: Sahra
- 2001: Nicole Rieu, Ah Ah
- 2004: Khaled: Ya rayi
- 2006: Yvan Le Bolloc'h & Ma guitare s’appelle reviens: Ma guitare s’appelle reviens

### Filmografie
- 1993: Ce que femme veut …
- 1995: Die Anfänger (Les apprentis )
- 1996: Typisch Familie! (Un air de famille)
- 1996: Imûhar, une légende
- 1997: Les randonneurs
- 1998: Journal intime des affaires en cours
- 1999: Chili con carne
- 1999: Kadosh
- 1999: Le voyage à Paris
- 2001: Le vélo de Ghislain Lambert
- 2007: Le prix à payer
- 2010: Bezaubernde Lügen (De vrais mensonges)[3]